# Exocometa

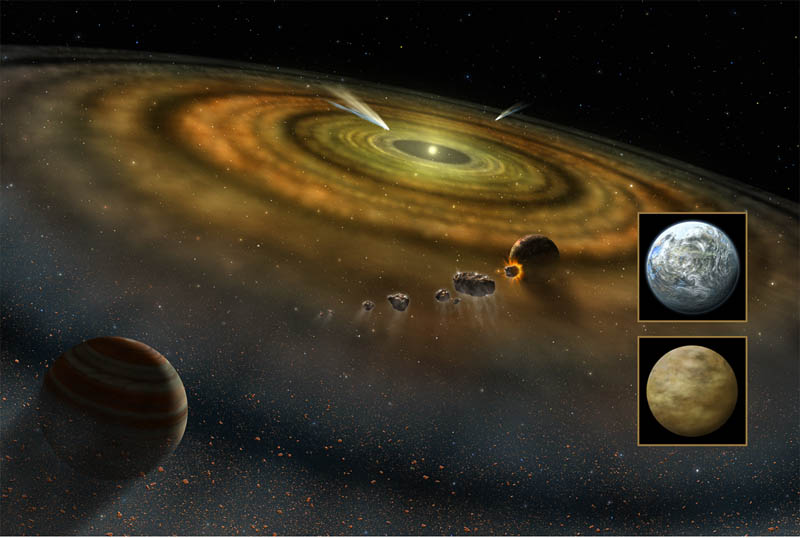
Exocometas e a formação de planetas em torno da estrela Beta Pictoris (concepção artística da NASA).

Um exocometa, ou cometa extrassolar, é um cometa que órbita uma estrela que não seja o Sol. O primeiro sistema com exocometas detectados foi em torno de Beta Pictoris, uma estrela maior que o sol, em 1987. A 8 de janeiro de 2013, o número de exocometas conhecidos triplicou.